# Hernandez
Hernandez – jednostka osadnicza w Stanach Zjednoczonych, w stanie Nowy Meksyk, w hrabstwie Rio Arriba.
Miejscowość jest znana jako sceneria fotografii Ansela Adamsa Moonrise, Hernandez, New Mexico z 1941.